# Marcus Haislip
Marcus Deshon Haislip (Lewisburg, Tennessee, 22 de diciembre de 1980) es un jugador profesional de baloncesto estadounidense que juega en el Royal Hali Gaziantep Büyükşehir Belediye de la Türkiye Basketbol Ligi.

## Carrera profesional

### NBA
Haislip fue seleccionado por los Milwaukee Bucks en la posición número 13 de Draft de la NBA de 2002. Durante su año de rookie Haislip fue insertado en el quinteto inicial para los últimos partidos de la temporada 2002-03. El ayudó a los Bucks a ganar 8 de los nueve partidos restantes, lo que sirvió a los de Miwaukee a tener una plaza en los playoffs. Pero cuando los playoffs comenzaron Marcus fue relegado al banquillo. Durante sus dos siguientes temporadas se mantendría en los Bucks como jugador de banquillo. Hasta que el día 4 de noviembre de 2004 fichase por Indiana Pacers para la temporada 2004-05 para cubrir la posición que dejó Jermaine O'Neal, durante 15 partidos en los que Jermaine fue suspendido. Actualmente ha sido contratado por los San Antonio Spurs para la temporada 2009-2010.

### Europa
Marcus comenzó jugando en Europa para el Ulker Estambul en la temporada 2005-06. En marzo de 2006 dejó el equipo sin autorización y volvió a Estados Unidos debido a "cuestiones familiares", según un compañero de equipo. Fue seleccionado por la Liga Turca de Baloncesto en el All-Star game para participar en el concurso de mates, el cual ganó. Firmó por el Efes Pilsen en agosto de 2006.
Haislip vovlió a Estados Unidos con el Efes Pilsen en octubre de 2006, cuando su equipo jugó un par de partidos amistosos ante los Denver Nuggets en Denver el 11 de octubre, y frente a los Golden State Warriors en Oakland el 13 de octubre. Haislip consiguió 13 puntos y 9 rebotes ante los Warriors.
En el verano de 2007 fichó por el Unicaja Málaga de la liga ACB, equipo en el que militó hasta el final de la temporada 2008/09 y con el que disputó un total de 102 partidos en los que promedió 13,8 puntos, 4,3 rebotes, 0,9 tapones y 12,9 puntos de valoración.

### Regreso breve a la NBA y vuelta a Europa
Tras la finalización de la temporada 2008/09 el jugador suena para completar la plantilla de varios de los clubes más prestigiosos del Viejo Continente como el Maccabi de Tel Aviv o el Real Madrid. Finalmente se decide a regresar a la NBA donde firma un contrato con los San Antonio Spurs. Tras cuatro meses de competición en los que el jugador apenas disfrutó de oportunidades con el equipo tejano, a finales de enero de 2010 decide romper su vinculación con el mismo y ficha por el Panathinaikos de la máxima categoría del baloncesto griego. En el Panathinaikos no logra cumplir las expectativas y es cortado. El 17 de septiembre de 2010 se anuncia su fichaje por una temporada por el Caja Laboral. El 5 de enero de 2011 el club rescindió su contrato por un acto de indisciplina grave, pues el jugador se marchó de Vitoria sin permiso, en lugar de permanecer en la ciudad para tratarse de una lesión.

## Palmarés
- 2006-07 Campeón de la Copa del Presidente de Turquía con el Efes Pilsen S.K.
- 2006-07 Campeón de la Copa de Turquía con el Efes Pilsen S.K.
- 2006-07 Subcampeón de la TBL turca con el Efes Pilsen S.K.